# Darrick Martin
Darrick David Martin (Denver, 6 marzo 1971) è un ex cestista e allenatore di pallacanestro statunitense, professionista nella NBA.

## Carriera
Ha militato per 14 anni nella NBA, in cui oltre ad essere stato un giocatore svolgeva compiti di consulenza e di assistenza all'allenatore. Ha giocato in parecchie squadre tra cui i Minnesota Timberwolves, Vancouver Grizzlies, Los Angeles Clippers, Sacramento Kings, Dallas Mavericks, Toronto Raptors. Darrick è famoso per la sua alta percentuale al tiro nonostante sia quasi sempre stato una riserva.
Nel 2003 in Italia ha indossato la maglia dello Scafati Basket, subentrando al partente Randolph Childress.

## Statistiche

### College
| Anno      | Squadra     | PG  | PT | MP   | TC%  | 3P%  | TL%  | RP  | AP  | PRP | SP  | PP   |
| --------- | ----------- | --- | -- | ---- | ---- | ---- | ---- | --- | --- | --- | --- | ---- |
| 1988-1989 | UCLA Bruins | 31  | 22 | 30,0 | 45,3 | 35,1 | 74,7 | 1,9 | 2,9 | 1,7 | 0,0 | 8,5  |
| 1989-1990 | UCLA Bruins | 33  | 33 | 32,4 | 46,6 | 31,7 | 71,4 | 2,2 | 6,0 | 1,4 | 0,0 | 11,3 |
| 1990-1991 | UCLA Bruins | 32  | 32 | 32,2 | 46,4 | 29,1 | 75,0 | 2,4 | 6,8 | 1,9 | 0,1 | 11,6 |
| 1991-1992 | UCLA Bruins | 33  | 9  | 19,5 | 43,3 | 37,1 | 82,9 | 1,3 | 3,9 | 1,0 | 0,1 | 5,6  |
| Carriera  | Carriera    | 129 | 96 | 28,4 | 45,8 | 32,2 | 75,4 | 1,9 | 4,9 | 1,4 | 0,1 | 9,3  |

### NBA

#### Regular Season
| Anno      | Squadra             | PG  | PT  | MP   | TC%  | 3P%  | TL%  | RP  | AP  | PRP | SP  | PP   |
| --------- | ------------------- | --- | --- | ---- | ---- | ---- | ---- | --- | --- | --- | --- | ---- |
| 1994-1995 | Minnesota T'wolves  | 34  | 9   | 23,6 | 40,8 | 18,4 | 87,7 | 1,9 | 3,9 | 1,0 | 0,0 | 7,5  |
| 1995-1996 | Vancouver Grizzlies | 24  | 0   | 16,8 | 45,0 | 22,7 | 82,6 | 1,6 | 2,5 | 1,1 | 0,0 | 6,7  |
| 1995-1996 | Minnesota T'wolves  | 35  | 16  | 21,3 | 38,1 | 31,9 | 85,1 | 1,3 | 4,5 | 0,7 | 0,1 | 7,3  |
| 1996-1997 | L.A. Clippers       | 82  | 64  | 22,2 | 40,7 | 38,9 | 87,2 | 1,4 | 4,1 | 0,7 | 0,0 | 10,9 |
| 1997-1998 | L.A. Clippers       | 82  | 63  | 28,0 | 37,7 | 36,5 | 84,8 | 2,0 | 4,0 | 1,0 | 0,1 | 10,3 |
| 1998-1999 | L.A. Clippers       | 37  | 25  | 25,4 | 36,7 | 29,2 | 80,3 | 1,3 | 3,9 | 1,2 | 0,1 | 8,0  |
| 1999-2000 | Sacramento Kings    | 71  | 1   | 12,6 | 38,0 | 30,6 | 82,4 | 0,6 | 1,7 | 0,4 | 0,0 | 5,7  |
| 2000-2001 | Sacramento Kings    | 31  | 0   | 5,7  | 38,2 | 51,9 | 88,6 | 0,5 | 0,5 | 0,2 | 0,0 | 3,3  |
| 2001-2002 | Dallas Mavericks    | 3   | 0   | 7,3  | 0,0  | 0,0  | 50,0 | 0,3 | 1,0 | 0,7 | 0,0 | 0,3  |
| 2003-2004 | Minnesota T'wolves  | 16  | 0   | 10,8 | 29,9 | 23,1 | 100  | 0,4 | 1,4 | 0,1 | 0,1 | 3,4  |
| 2004-2005 | L.A. Clippers       | 11  | 0   | 17,3 | 32,0 | 27,8 | 62,5 | 0,9 | 2,5 | 0,5 | 0,0 | 3,8  |
| 2005-2006 | Toronto Raptors     | 40  | 0   | 8,5  | 35,1 | 40,0 | 75,0 | 0,5 | 1,4 | 0,4 | 0,0 | 2,6  |
| 2006-2007 | Toronto Raptors     | 31  | 0   | 7,1  | 35,1 | 35,1 | 71,4 | 0,4 | 1,4 | 0,1 | 0,0 | 3,0  |
| 2007-2008 | Toronto Raptors     | 17  | 0   | 8,3  | 23,3 | 12,5 | 83,3 | 0,4 | 1,2 | 0,4 | 0,0 | 1,6  |
| Carriera  | Carriera            | 514 | 178 | 17,8 | 38,2 | 34,0 | 84,3 | 1,1 | 2,9 | 0,7 | 0,0 | 6,9  |

#### Playoffs
| Anno     | Squadra            | PG | PT | MP   | TC%  | 3P%  | TL%  | RP  | AP  | PRP | SP  | PP   |
| -------- | ------------------ | -- | -- | ---- | ---- | ---- | ---- | --- | --- | --- | --- | ---- |
| 1997     | L.A. Clippers      | 3  | 3  | 25,7 | 44,0 | 55,6 | 66,7 | 0,7 | 4,3 | 0,0 | 0,0 | 11,0 |
| 2000     | Sacramento Kings   | 2  | 0  | 10,5 | 33,3 | 33,3 | 75,0 | 1,5 | 1,0 | 0,5 | 0,0 | 5,0  |
| 2001     | Sacramento Kings   | 2  | 0  | 4,5  | 0,0  | 0,0  | -    | 0,0 | 1,5 | 0,0 | 0,0 | 0,0  |
| 2004     | Minnesota T'wolves | 16 | 3  | 11,4 | 27,5 | 30,0 | 80,0 | 0,9 | 1,4 | 0,3 | 0,0 | 3,1  |
| 2007     | Toronto Raptors    | 2  | 0  | 4,0  | 0,0  | 0,0  | 100  | 0,5 | 1,0 | 0,0 | 0,0 | 1,0  |
| Carriera | Carriera           | 25 | 6  | 11,9 | 30,1 | 33,3 | 77,1 | 0,8 | 1,7 | 0,2 | 0,0 | 3,8  |

## Palmarès

### Giocatore
- McDonald's All-American Game (1988)
- Campione CBA (2003)
- CBA Playoff MVP (2003)
- 2 volte miglior tiratore di liberi CBA (2004, 2005)